# Casamaccioli
Casamaccioli (kors. Casamàcciuli) – miejscowość i gmina we Francji, w regionie Korsyka, w departamencie Górna Korsyka.
Według danych na rok 1990 gminę zamieszkiwało 91 osób, a gęstość zaludnienia wynosiła 3 osoby/km².